# أرانتشا سانتشيز
أرانتشا إيزابيل ماريا "أرانتشا" سانشيز فيكاريو (بالإسبانية: Arantxa Sánchez Vicario)(من مواليد 18 ديسمبر 1971) هي لاعبة تنس إسبانية محترفة سابقة. تصدرت تصنيف رابطة محترفات التنس (WTA) في الفردي لمدة 12 أسبوعًا، وفي الزوجي لمدة 111 أسبوعًا. كانت سانشيز فيكاريو تعتمد على أسلوب دفاعي من الخط الخلفي، وحققت خلال مسيرتها 29 لقبًا في الفردي و69 لقبًا في الزوجي ضمن بطولات رابطة المحترفات، من بينها 14 لقبًا في البطولات الكبرى: أربعة ألقاب في الفردي، وستة في زوجي السيدات، وأربعة في الزوجي المختلط. كما أحرزت أربع ميداليات أولمبية وخمسة ألقاب في بطولة كأس الاتحاد (Fed Cup) ممثلةً إسبانيا. وفي عام 1994، حصلت على لقب بطلة العالم من قبل الاتحاد الدولي للتنس.

## إنجازاتها في الألعاب الأولمبية

### فردي: 1 فضية، 1 برونزية
| السنة | البطولة             | الخصم            | النتيجة         | الميدالية |
| 1992  | ألعاب أولمبية صيفية | جينيفير كابرياتي | 6–3، 3–6، 6–2   | برونزية   |
| 1996  | ألعاب أولمبية صيفية | ليندسي دافينبورت | 7–6 (10–8)، 6–2 | فضية      |

### زوجي للسيدات: 1 فضية، 1 برونزية
| السنة | البطولة             | الزميلة          | الخصمان في النهائي                  | النتيجة       | الميدالية |
| 1992  | ألعاب أولمبية صيفية | كونتشيتا مارتينث | جيجي فيرنانديث ماري جوي فيرنانديث   | 5–7، 6–2، 2–6 | فضية      |
| 1996  | ألعاب أولمبية صيفية | كونتشيتا مارتينث | مانون بوليغراف بريندا سولتز-ماكارثي | 6–1، 6–3      | برونزية   |

## إنجازاتها في الجراند سلام

### فردي: 4 بطولات
| السنة | البطولة         | الخصم في النهائي | النتيجة           |
| 1989  | رولان غاروس     | شتيفي غراف       | 7–6 (6)، 3–6، 7–5 |
| 1994  | رولان غاروس     | ماري بيرس        | 6–4، 6–4          |
| 1994  | أمريكا المفتوحة | شتيفي غراف       | 1–6، 7–6(3)، 6–4  |
| 1998  | رولان غاروس     | مونيكا سيليش     | 7–6(5)، 0–6، 6–2  |

### زوجي للسيدات: 6 بطولات
| السنة | البطولة           | الزميلة       | الخصمان في النهائي                  | النتيجة          |
| 1992  | أستراليا المفتوحة | هيلينا سوكوفا | ماري جوي فيرنانديث زينا جاريسون     | 6–4، 7–6 (3)     |
| 1993  | أمريكا المفتوحة   | هيلينا سوكوفا | أماندا كويتزير إنيس غوروتشاتيغي     | 6–4، 6–2         |
| 1994  | أمريكا المفتوحة   | يانا نوفوتنا  | كاتيرينا ماليفا روبين وايت          | 6–3، 6–3         |
| 1995  | أستراليا المفتوحة | يانا نوفوتنا  | جيجي فيرنانديث ناتاشا زيفيريفا      | 6–3، 6–7(3)، 6–4 |
| 1995  | ويمبلدون          | يانا نوفوتنا  | جيجي فيرنانديث ناتاشا زيفيريفا      | 5–7، 7–5، 6–4    |
| 1996  | أستراليا المفتوحة | شاندا روبين   | ليندسي دافينبورت ماري جوي فيرنانديث | 7–5، 2–6، 6–4    |

### زوجي مختلط: 4 بطولات
| السنة | البطولة           | الزميلة      | الخصمان في النهائي        | النتيجة  |
| 1990  | رولان غاروس       | خورخي لوثانو | نيكول بروفيس داني فيسير   | 7–6، 7–6 |
| 1992  | رولان غاروس       | تود وودبريدج | لوري ماكنيل براين شيلتون  | 6–2، 6–3 |
| 1993  | أستراليا المفتوحة | تود وودبريدج | زينا جاريسون ريك ليش      | 7–5، 6–4 |
| 2000  | أمريكا المفتوحة   | جاريد بالمير | آنا كورنيكوفا ماكس ميرناي | 6–4، 6–3 |

## حياتها الشخصية
في 17 يناير 2024 دانت محكمة إسبانية أرانتشا سانشيز وزوجها السابق بتهمة الاحتيال. حيث وجدت المحكمة، ومقرها برشلونة، أن سانشيز وزوجها السابق أخفيا أصولا، في محاولة لتجنب سداد ديون بملايين اليوروهات لبنك لوكسمبورغ، وحكم على اللاعبة بالسجن لمدة عامين، لكنها تجنبت البقاء خلف القضبان بعد أن تنازلت المحكمة عن عقوبتها باعتبارها مذنبة لأول مرة حيث توصلت إلى اتفاق مع المدعين العام للاعتراف بالتهم الموجهة إليها مقابل تخفيف العقوبة. ويجب على الزوجين السابقين أيضا دفع غرامة قدرها 6.6 مليون يورو (7.1 مليون دولار).

## وصلات خارجية
- أرانتشا سانتشيث فيكاريو على موقع رابطة محترفات التنس (الإنجليزية)
- أرانتشا سانتشيث فيكاريو على موقع الاتحاد الدولي لكرة المضرب (الإنجليزية)
- أرانتشا سانتشيث فيكاريو على موقع كأس بيلي جين كينغ (الإنجليزية)
- أرانتشا سانتشيث فيكاريو على موقع قاعة مشاهير كرة المضرب الدولية (الإنجليزية)
- أرانتشا سانتشيث فيكاريو على موقع بطولة ويمبلدون (الإنجليزية)
- أرانتشا سانتشيث فيكاريو على موقع خلاصة التنس.كوم (الإنجليزية)
- أرانتشا سانتشيث فيكاريو على موقع اللجنة الأولمبية الدولية (الإنجليزية)
- أرانتشا سانتشيث فيكاريو على موقع أوليمبيديا (الإنجليزية)

- صفحة أرانتشا سانتشيث فيكاريو في موقع رابطة محترفات التنس